# Aeroportul Municipal Ukiah
Aeroportul Municipal Ukiah (IATA: UKI, ICAO: KUKI, FAA LID: UKI) este un aeroport din California, Statele Unite ale Americii.
Situat la o altitudine de 187 m, aeroportul dispune de 1 pistă.

## Infrastructură

### Piste
Aeroportul dispune de o singură pistă. Pista 15/33 are suprafața de asfalt și dimensiunile 4.423 picioare × 150 picioare. 